# Victor Kristiansen
Victor Bernth Flesner Kristiansen (Copenaghen, 16 dicembre 2002) è un calciatore danese, difensore del Leicester City e della nazionale danese.

## Caratteristiche tecniche
È un terzino sinistro alto e fisico che dispone di buona tecnica e può giocare sia in una linea a 3 che a 4. Attento soprattutto alla fase difensiva, sa leggere bene le situazioni e temporeggiare sull’uomo per portarlo sull’esterno ed affrontarlo in tackle, disponendo di buon tempismo negli interventi. Per quanto riguarda la fase offensiva lui avanza spesso palla al piede andando ad attaccare per vie centrali e cerca l’uno contro uno quando necessario. Quando arriva sul fondo alterna cross morbidi verso il lato opposto a cross tesi verso il primo palo, dimostrandosi freddo nelle scelte.

## Carriera

### Club
Cresciuto nel settore giovanile del Copenaghen, debutta in prima squadra il 29 novembre 2020 in occasione dell'incontro di Superligaen vinto 3-1 contro l'SønderjyskE. Il 19 dicembre seguente rinnova il proprio contratto con il club sino al 2023.
Il 20 gennaio 2023, Kristiansen ha firmato per il Leicester City per una cifra record di 17 milioni di sterline, rendendolo il giocatore della Superligaen danese più costoso di sempre.
Il 30 agosto 2023 viene ceduto in prestito al Bologna. Esordisce il 2 settembre da titolare nella partita interna vinta contro il Cagliari per 2-1, in cui fornisce l'assist per il gol di Giovanni Fabbian.

### Nazionale
Ha giocato nelle nazionali giovanili danesi Under-16, Under-17 ed Under-18.
Nel maggio del 2021 viene convocato dalla nazionale under-21 danese per prendere parte alla fase a eliminazione diretta del campionato europeo di categoria.
Il 19 giugno 2023 esordisce in nazionale maggiore nel pareggio per 1-1 contro la Slovenia.

## Statistiche
Statistiche aggiornate al 21 maggio 2024.

### Presenze e reti nei club
| Stagione          | Squadra           | Campionato        | Campionato | Campionato | Coppe nazionali | Coppe nazionali | Coppe nazionali | Coppe continentali | Coppe continentali | Coppe continentali | Altre coppe | Altre coppe | Altre coppe | Totale | Totale | Totale |
| Stagione          | Squadra           | Comp              | Pres       | Reti       | Comp            | Pres            | Reti            | Comp               | Pres               | Reti               | Comp        | Pres        | Reti        | Pres   | Reti   |        |
| ----------------- | ----------------- | ----------------- | ---------- | ---------- | --------------- | --------------- | --------------- | ------------------ | ------------------ | ------------------ | ----------- | ----------- | ----------- | ------ | ------ | ------ |
| 2020-2021         | Copenaghen        | SL                | 15         | 0          | CD              | 1               | 0               |                    | -                  | -                  |             | -           | -           | 16     | 0      |        |
| 2021-2022         | Copenaghen        | SL                | 21         | 0          | CD              | 1               | 0               | UECL               | 11                 | 0                  | -           | -           | -           | 33     | 0      |        |
| 2022-gen. 2023    | Copenaghen        | SL                | 15         | 1          | CD              | 1               | 0               | UCL                | 8                  | 0                  | -           | -           | -           | 24     | 1      |        |
| Totale Copenhagen | Totale Copenhagen | Totale Copenhagen | 51         | 1          |                 | 3               | 0               |                    | 19                 | 0                  |             | -           | -           | 73     | 1      |        |
| gen.-giu. 2023    | Leicester City    | PL                | 12         | 0          | FACup+CdL       | 2+0             | 0+0             | -                  | -                  | -                  | -           | -           | -           | 14     | 0      |        |
| 2023-2024         | Bologna           | A                 | 32         | 0          | CI              | 2               | 0               | -                  | -                  | -                  | -           | -           | -           | 34     | 0      |        |
| Totale carriera   | Totale carriera   | Totale carriera   | 95         | 1          |                 | 7               | 0               |                    | 19                 | 0                  |             | -           | -           | 121    | 1      |        |

### Cronologia presenze e reti in nazionale
| Cronologia completa delle presenze e delle reti in nazionale ― Danimarca | Cronologia completa delle presenze e delle reti in nazionale ― Danimarca | Cronologia completa delle presenze e delle reti in nazionale ― Danimarca | Cronologia completa delle presenze e delle reti in nazionale ― Danimarca | Cronologia completa delle presenze e delle reti in nazionale ― Danimarca | Cronologia completa delle presenze e delle reti in nazionale ― Danimarca | Cronologia completa delle presenze e delle reti in nazionale ― Danimarca | Cronologia completa delle presenze e delle reti in nazionale ― Danimarca |
| Data                                                                     | Città                                                                    | In casa                                                                  | Risultato                                                                | Ospiti                                                                   | Competizione                                                             | Reti                                                                     | Note                                                                     |
| ------------------------------------------------------------------------ | ------------------------------------------------------------------------ | ------------------------------------------------------------------------ | ------------------------------------------------------------------------ | ------------------------------------------------------------------------ | ------------------------------------------------------------------------ | ------------------------------------------------------------------------ | ------------------------------------------------------------------------ |
| 19-6-2023                                                                | Lubiana                                                                  | Slovenia                                                                 | 1 – 1                                                                    | Danimarca                                                                | Qual. Euro 2024                                                          | -                                                                        | 84’                                                                      |
| 10-9-2023                                                                | Helsinki                                                                 | Finlandia                                                                | 0 – 1                                                                    | Danimarca                                                                | Qual. Euro 2024                                                          | -                                                                        | 80’                                                                      |
| 17-11-2023                                                               | Copenaghen                                                               | Danimarca                                                                | 2 – 1                                                                    | Slovenia                                                                 | Qual. Euro 2024                                                          | -                                                                        | 86’                                                                      |
| 20-11-2023                                                               | Belfast                                                                  | Irlanda del Nord                                                         | 2 – 0                                                                    | Danimarca                                                                | Qual. Euro 2024                                                          | -                                                                        |                                                                          |
| 23-3-2024                                                                | Copenaghen                                                               | Danimarca                                                                | 0 – 0                                                                    | Svizzera                                                                 | Amichevole                                                               | -                                                                        | 83’                                                                      |
| 26-3-2024                                                                | Brøndbyvester                                                            | Danimarca                                                                | 2 – 0                                                                    | Fær Øer                                                                  | Amichevole                                                               | -                                                                        |                                                                          |
| 5-6-2024                                                                 | Copenaghen                                                               | Danimarca                                                                | 2 – 1                                                                    | Svezia                                                                   | Amichevole                                                               | -                                                                        | 61’                                                                      |
| 8-6-2024                                                                 | Brøndbyvester                                                            | Danimarca                                                                | 3 – 1                                                                    | Norvegia                                                                 | Amichevole                                                               | -                                                                        |                                                                          |
| 16-6-2024                                                                | Stoccarda                                                                | Slovenia                                                                 | 1 – 1                                                                    | Danimarca                                                                | Euro 2024 - 1º turno                                                     | -                                                                        | 78’                                                                      |
| 20-6-2024                                                                | Francoforte sul Meno                                                     | Danimarca                                                                | 1 – 1                                                                    | Inghilterra                                                              | Euro 2024 - 1º turno                                                     | -                                                                        | 57’                                                                      |
| 25-6-2024                                                                | Monaco di Baviera                                                        | Danimarca                                                                | 0 – 0                                                                    | Serbia                                                                   | Euro 2024 - 1º turno                                                     | -                                                                        | 77’                                                                      |
| 29-6-2024                                                                | Dortmund                                                                 | Germania                                                                 | 2 – 0                                                                    | Danimarca                                                                | Euro 2024 - Ottavi di finale                                             | -                                                                        | 81’                                                                      |
| 5-9-2024                                                                 | Copenaghen                                                               | Danimarca                                                                | 2 – 0                                                                    | Svizzera                                                                 | UEFA Nations League 2024-2025 - 1º turno                                 | -                                                                        |                                                                          |
| 8-9-2024                                                                 | Copenaghen                                                               | Danimarca                                                                | 2 – 0                                                                    | Serbia                                                                   | UEFA Nations League 2024-2025 - 1º turno                                 | -                                                                        | 59’ 82’                                                                  |
| 12-10-2024                                                               | Murcia                                                                   | Spagna                                                                   | 1 – 0                                                                    | Danimarca                                                                | UEFA Nations League 2024-2025 - 1º turno                                 | -                                                                        | 85’                                                                      |
| 15-11-2024                                                               | Copenaghen                                                               | Danimarca                                                                | 1 – 2                                                                    | Spagna                                                                   | UEFA Nations League 2024-2025 - 1º turno                                 | -                                                                        | 87’                                                                      |
| 18-11-2024                                                               | Leskovac                                                                 | Serbia                                                                   | 0 – 0                                                                    | Danimarca                                                                | UEFA Nations League 2024-2025 - 1º turno                                 | -                                                                        |                                                                          |
| 23-3-2025                                                                | Lisbona                                                                  | Portogallo                                                               | 5 – 2 dts                                                                | Danimarca                                                                | UEFA Nations League 2024-2025 - Quarti di finale                         | -                                                                        | 73’                                                                      |
| Totale                                                                   |                                                                          | Presenze                                                                 | 18                                                                       |                                                                          | Reti                                                                     | 0                                                                        |                                                                          |

## Palmarès

### Club

#### Competizioni nazionali
- Campionato danese: 1

Copenaghen: 2021-2022